# Constance Cummings-John
Constance Cummings-John (sinh năm 1918 mất ngày 21 tháng 2 năm 2000) là một nhà giáo dục và chính trị gia Sierra Leone. Bà là người phụ nữ đầu tiên ở châu Phi tham gia Hội đồng thành phố và năm 1966 trở thành người phụ nữ đầu tiên làm thị trưởng của Freetown. Cô sống ở London, Anh, trong phần sau của cuộc đời mình, và có những đóng góp quan trọng.

## Tiểu sử

### Năm đầu và giáo dục; Luân Đôn và New York
Cô được sinh ra Constance Agatha Horton  trong một gia đình ảnh hưởng bởi Krio, người di cư da đen đến Tây Phi từ châu Mỹ vào thế kỷ 18, người vào thế kỷ 20 đã trở thành trí thức, doanh nhân và thành viên của các ngành nghề. Cha cô, John Warner M. Horton, là thủ quỹ của thành phố Freetown, còn mẹ cô là một nghệ sĩ piano hòa nhạc.
Bản thân Constance đã đến London vào năm 1935, lúc đó cô vừa 17 tuổi, để đào tạo thành một giáo viên. Trong khi đó, cô gia nhập Hội liên hiệp sinh viên Tây Phi và Liên minh các dân tộc da màu. Có được chứng chỉ giảng dạy, sau đó tiếp tục học thêm ở Hoa Kỳ tại Đại học Cornell.
Khi trở về London, cô gia nhập Văn phòng Dịch vụ Châu Phi Quốc tế, dưới sự lãnh đạo của George Padmore và kết hôn với Ethnan Cummings-John, một luật sư cấp tiến. Năm 1937, cô trở lại Freetown với tư cách là hiệu trưởng của Trường Công nghiệp Nữ Giám mục Phương pháp Châu Phi, nhưng các hoạt động chính trị của cô đã gây ra những vấn đề lớn cho Văn phòng Thuộc địa Anh. Trong Thế chiến thứ hai, cô đã thành lập một công ty khai thác, sau này trở thành một nguồn vốn quan trọng cho các dự án giáo dục của cô và qua đó thể hiện đóng góp rất quan trọng của mình.
Từ năm 1946 đến 1951, cô sống ở thành phố New York, nơi anh trai cô là Asadata Dafora Horton là một nhạc sĩ và vũ công tạo dựng sự nghiệp thành công. Khi sống ở Mỹ, cô làm việc trong các bệnh viện và phục vụ trong các giám đốc điều hành của Hội đồng Giáo dục Châu Phi và Hội đồng về các vấn đề châu Phi, thứ hai do Paul Robeson làm chủ tịch.

### Quay trở lại Freetown
Khi trở về Freetown năm 1951, cô gia nhập Đảng Nhân dân Sierra Leone và thành lập một trường học mới dành cho nữ, Trường Roosevelt, đến năm 1953 có hơn 600 học sinh. Trong những năm này, Cummings-John đã nhận được bằng cấp của Trường Cao đẳng Luân Đôn, và vào năm 1952, Thống đốc Sierra Leone, Ngài George Beresford-Stooke, đã bổ nhiệm bà vào Hội đồng Freetown. Trong cuộc tổng tuyển cử năm 1957, bà là một trong hai phụ nữ được bầu vào Hạ viện mới, mặc dù phụ nữ chưa có quyền nhượng quyền ở đất nước này. Phe đối lập do Krio lãnh đạo sau đó yêu cầu thành công việc từ chức của cả hai phụ nữ, nhưng năm sau, Cummings-John đã được bầu vào Hội đồng thành phố Freetown.
Năm 1961, với sự độc lập của Sierra Leone, chồng của Cummings-John đã trở thành đại sứ của đất nước mới ở Liberia. Năm 1966, Thủ tướng Albert Margai bổ nhiệm bà làm Thị trưởng Freetown, kế nhiệm Siaka Stevens, nhưng chỉ giữ vị trí này trong vài tháng. Đảng của cô đã thua cuộc tổng tuyển cử năm 1966, và sau đó đã có một cuộc đảo chính quân sự thành công chống lại chính phủ mới. Cummings-John đã bị buộc tội tham nhũng tài chính khi ở ngoài nước và được khuyên không nên quay lại.

### Hoạt động chính trị ở London
Cô định cư một lần nữa ở London, nơi cô trở thành một thành viên tích cực của Đảng Lao động và Chiến dịch giải trừ vũ khí hạt nhân và cũng là một thống đốc trường học.
Cummings-John là thành viên của các tổ chức chính trị ở Anh và Hoa Kỳ cũng như ở Sierra Leone, và cô và ITA Wallace-Johnson là những Krio duy nhất đấu tranh cho sự tham gia của "người bảo vệ bản địa" ở Tây Phi quá trình chính trị. Hành động của cô cũng dẫn đến việc thành lập Hội Phụ nữ Thị trường Sierra Leone và Hội Phụ nữ.
Mặc dù đã không thành công để trở lại Sierra Leone vào năm 1974 và 1996, Cummings-John đã sống phần còn lại của cuộc đời ở London. Năm 1995, cô xuất bản một cuốn tự truyện. Cô mất tại Luân Đôn vào ngày 21 tháng 2 năm 2000 ở tuổi 82.

## Tác phẩm
- Hồi ức của một thủ lĩnh Krio (Ibadan: Sam Bookman Education, 1995)